# Brooklyn Lions
Die Brooklyn Lions und die Brooklyn Horsemen waren zwei American-Football-Mannschaften, die 1926 zunächst in der National Football League und der neu gegründeten American Football League antraten und sich später vereinigten und den Rest der Saison in der NFL spielten.

## Geschichte
Zu Beginn der Saison 1926 sah sich die NFL erstmals mit der AFL mit einer Konkurrenzliga konfrontiert. Diese von Red Grange und seinem Manager C. C. Pyle initiierte Liga, versuchte neben den New York Yankees ein Team in Brooklyn zu etablieren. Als Spielort war Ebbets Field, das Stadion der Baseballmannschaft der Brooklyn Dodgers vorgesehen. Die NFL vergab deshalb ebenfalls ein Franchise für Brooklyn, die Lions, an Edmund Butler. In der AFL-Mannschaft spielten mit Harry Stuhldreher und Elmer Layden, zwei der Four Horsemen of Notre Dame. Die Mannschaft wurde deshalb Brooklyn Horsemen genannt. Eigentümer war der Box-Promoter Humbert Fugazy.
Der NFL-Mannschaft gelang es am 20. Juli 1926 sich die Mietrechte für Ebbets Field zu sichern. Die Horsemen mussten im kleineren Commercial Field spielen.
Die Lions konnten spielerisch nicht überzeugen. Nach sieben Spielen erreichten sie zwei Siege und fünf Niederlagen. Dabei konnten sie in drei Spielen keine Punkte erzielen. Die Horsemen gewannen ihr erstes Spiel gegen die Boston Bulldogs, verloren aber die nächsten beiden Spiele. Das geplante Spiel gegen die Philadelphia Quakers am 24. Oktober 1926 musste wegen des schlechten Wetters abgesagt werden. Nach der Niederlage gegen Red Grange’s New York Yankees am 7. November 1926 stellt die Mannschaft den Spielbetrieb ein. Acht Spieler schlossen sich den Lions an. Diese vereinigte Mannschaft besiegte am 14. November die Canton Bulldogs.
Um mehr Zuschauer anzuziehen, änderte das Team den Namen für die letzten Saisonspiele in Horsemen. Es gelang dem Team jedoch kein weiterer Sieg.
Auf Grund der Erfahrungen der Konkurrenzsituation 1926 beschloss die NFL für 1927 die Anzahl der Mannschaften zu reduzieren, um das Leistungsgefälle zu verringern und den verbleibenden Mannschaften höhere Einnahmen zu sichern. So wurde auch das Franchise der Brooklyn Lions/Horsemen eingestellt.

## Uniform
Die Brooklyn Lions trugen grün-weiß-gestreifte Jersey, die Horsemen schwarze Jerseys mit roten Ziffern.

## Statistik

### Brooklyn Lions
| Woche             | Datum         | Gegner                  | Spielort                | Ergebnis | Zuschauer |
| ----------------- | ------------- | ----------------------- | ----------------------- | -------- | --------- |
| Brooklyn Lions    |               |                         |                         |          |           |
| 2                 | 25. September | Providence Steam Roller | Providence Cycledrome   | 0:13     | 7000      |
| 4                 | 10. Oktober   | Hartford Blues          | Ebbets Field            | 6:0      | 1000      |
| 5                 | 16. Oktober   | Pottsville Maroons      | Ebbets Field            | 0:21     | 8000      |
| 5                 | 17. Oktober   | Pottsville Maroons      | Minersville Park        | 0:14     |           |
| 6                 | 23. Oktober   | Columbus Tigers         | Ebbets Field            | 20:12    |           |
| 6                 | 24. Oktober   | Hartford Blues          | East Hartford Velodrome | 6:16     | 1000      |
| 8                 | 7. November   | Kansas City Cowboys     | Ebbets Field            | 9:10     | 4000      |
| 9                 | 14. November  | Canton Bulldogs         | Ebbets Field            | 19:0     | 7000      |
| Brooklyn Horsemen |               |                         |                         |          |           |
| 10                | 21. November  | Los Angeles Buccaneers  | Ebbets Field            | 0:20     | 10000     |
| 11                | 25. November  | New York Giants         | Ebbets Field            | 0:17     | 10000     |
| 11                | 28. November  | New York Giants         | Polo Grounds            | 0:27     | 7000      |

| Saison | Siege | Niederlagen | Unentschieden | Punkte erzielt | Punkte zugelassen | Platzierung  | Head Coach      |
| ------ | ----- | ----------- | ------------- | -------------- | ----------------- | ------------ | --------------- |
| 1926   | 3     | 8           | 0             | 60             | 150               | 14. (von 22) | Robert Berryman |

### Brooklyn Horsemen
| Datum            | Gegner               | Spielort         | Ergebnis | Zuschauer |
| ---------------- | -------------------- | ---------------- | -------- | --------- |
| 3. Oktober 1926  | Chicago Bulls        | Commercial Field | 12:7     | 10000     |
| 10. Oktober 1926 | Los Angeles Wildcats | Commercial Field | 0:23     | 6000      |
| 17. Oktober 1926 | Boston Bulldogs      | Commercial Field | 0:17     | 4000      |
| 7. November 1926 | New York Yankees     | Yankee Stadium   | 13:21    | 28000     |

| Saison | Siege | Niederlagen | Unentschieden | Punkte erzielt | Punkte zugelassen | Platzierung | Head Coach    |
| ------ | ----- | ----------- | ------------- | -------------- | ----------------- | ----------- | ------------- |
| 1926   | 1     | 3           | 0             | 25             | 68                | 8. (von 9)  | Eddie McNeely |